# Columnea orientandina
Columnea orientandina là một loài thực vật có hoa trong họ Tai voi. Loài này được (Wiehler) L.P.Kvist & L.E.Skog mô tả khoa học đầu tiên năm 1993.

## Hình ảnh

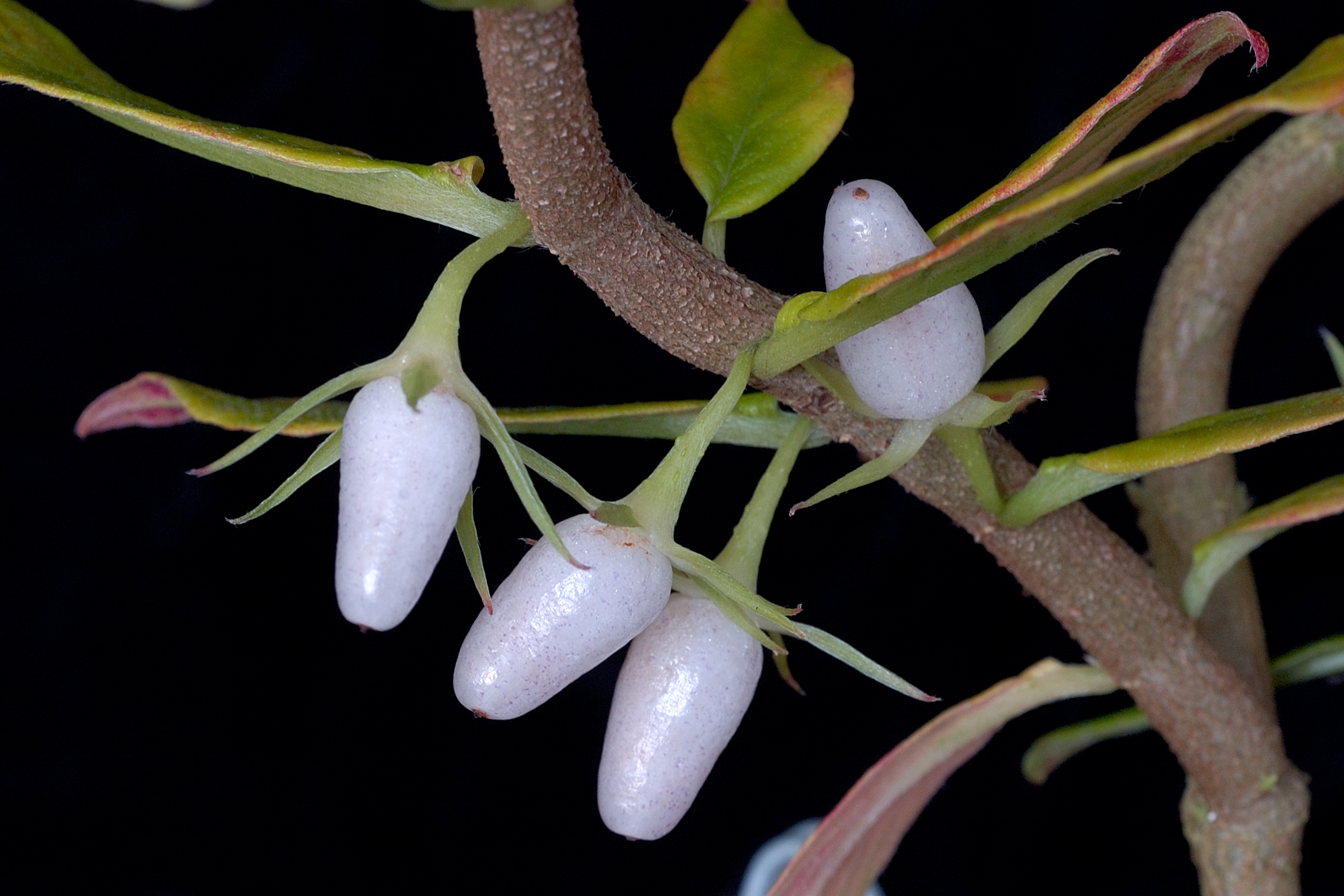